# Hugon Hanke

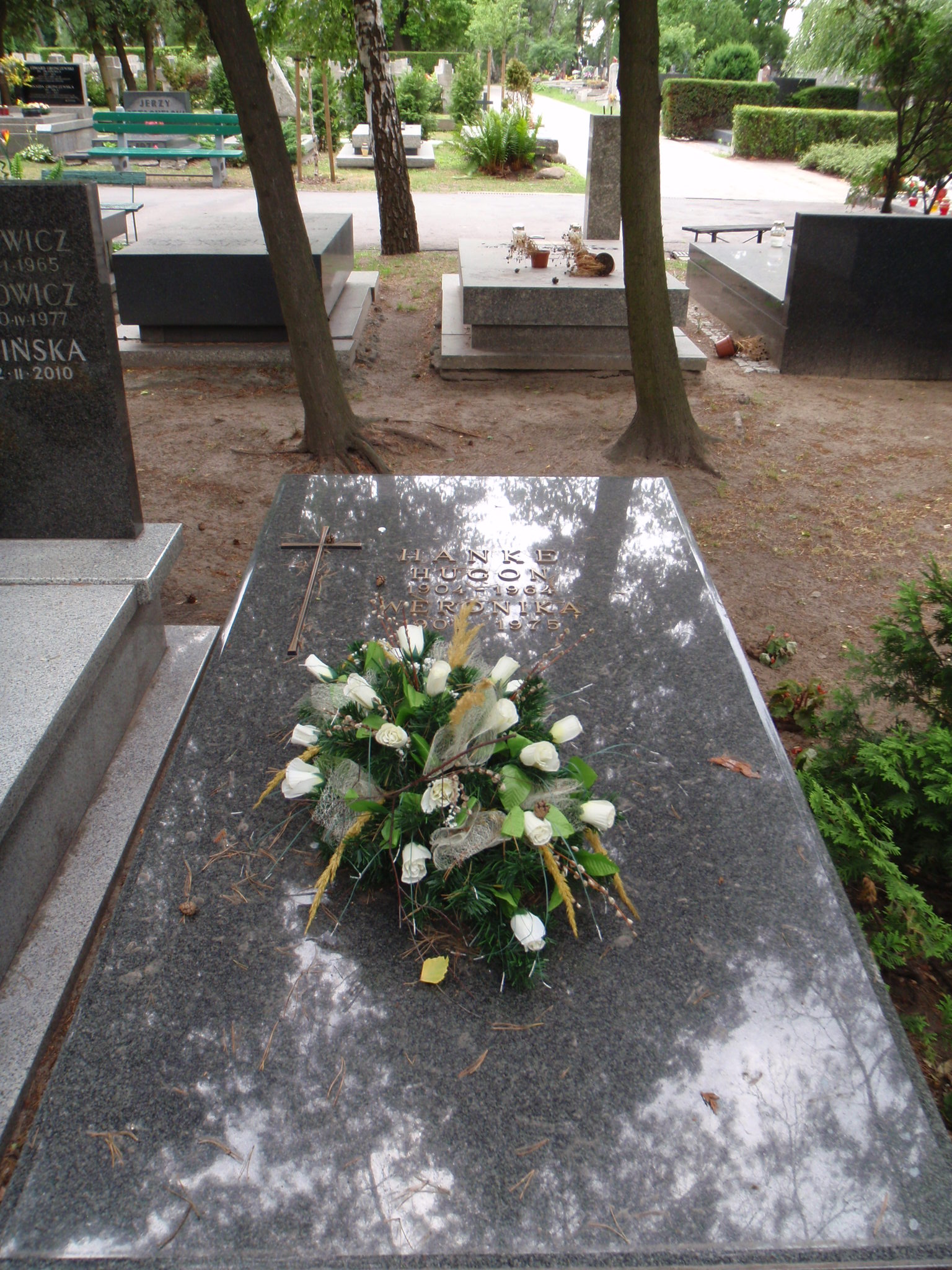
Hrob Hugona Hanke ve Varšavě

Hugon Hanke (26. března 1904 – 19. prosince 1964) byl polský politik a předseda polské exilové vlády.

## Životopis
Hanke byl ve Slezsku politicky aktivní už před 2. světovou válkou (Chrześcijańskie Związki Zawodowe a Stronnictwo Pracy).
Po odchodu do Londýna patřil v letech 1950 až 1954 k polské exilové vládě. 8. srpna 1955 ho August Zaleski jmenoval nástupcem Stanisława Mackiewicze, který se vrátil do Polska. Tento úřad zastával až do 10. září 1955, kdy se také vrátil do vlasti. Jeho nástupcem byl Antoni Pająk.
Existuje domněnka, že byl agentem polských tajných služeb. Je pochován na 'Cmentarzu Wojskowym na Powązkach' ve Varšavě.